# Julian Assange
 Denne artikel bør gennemlæses af en person med fagkendskab for at sikre den faglige korrekthed.

Julian Paul Assange (født 3. juli 1971, Queensland, Australien) er en australsk journalist, redaktør og aktivist, der siden 2006 er bedst kendt som talsmand for WikiLeaks, som er en netbaseret whistleblower-organisation. Assange var blandt grundlæggerne af WikiLeaks og stod som den uformelle leder bag organisationens omfattende offentliggørelser af dokumenter om krigen i Afghanistan, Irak-krigen og diplomaters tilbagemeldinger fra amerikanske ambassader. Fra  2012 til april 2019, hvor han blev anholdt, opholdt Assange sig på Ecuadors ambassade i London, da Sverige havde anmodet om at få ham udleveret, og han frygtede siden at blive udleveret til USA.

## Tidlige liv
Assange er født i Townsville i Queensland og tilbragte det meste af sin ungdom på Magnetic Island. Hans biologiske forældre var John Shipton og Christine. Christine var datter af Warren Hawkins fra Sydney og rektor for Northern Rivers College. Assange har hævdet at hans "bedstefar var en taiwansk pirat". Da Julian var et år gammel, blev hans mor Christine gift med teaterdirektør Brett Assange, som gav ham sit efternavn,
I 1979 blev hans mor gift igen, denne gang med en musiker, som Julian Assange troede tilhørte New Age gruppen Santiniketan Park Association. Parret fik en søn, men blev skilt i 1982 og kæmpede om forældremyndigheden om Assanges halvbror. Hans fraskilte mor flygtede fra sin kæreste tværs over Australien og skjulte børnene de næste fem år. Assange flyttede 30 gange, før han blev 14 og var elev på mange skoler, herunder Goolmangar Primary School fra 1979 til 1983. Til tider blev han undervist hjemme. I et interview af kurator og skribent, Hans Ulrich Obrist, udtalte Assange, at han havde boet i 50 forskellige byer og havde gået på 37 forskellige skoler.
Allerede i 1987 begyndte Assange 16 år gammel, at hacke under dæknavnet Mendax. Han og to andre hackere dannede en hackergruppe, de kaldte for International Subversives. Assange nedskrev de tidlige regler i subkulturen: "Gør ikke skade på edb-systemer, som du bryder ind i (herunder smadre dem), lav ikke om på oplysningerne i disse systemer (undtagen for at ændre logfiler for at dække dine spor), og del information". Organisationen Democracy Forum har sagt, at han er "Australiens mest berømte etiske hacker.". Da det australske politi blev opmærksomme på denne gruppe, oprettede de "Operation Weather" for at undersøge den hacking, som gruppen stod bag.
I september 1991 blev Assange taget i at hacke sig adgang til Melbourne terminal Nortel, det canadiske teleselskab. Assange blev sporet og fik ransaget sit hjem. Han blev også rapporteret for at have haft adgang til computere, der tilhørte et australsk universitet, USAFs (United States Air Force) 7. kommandogruppe i Pentagon  og andre organisationer, der var koblet på nettet via modem. Det tog tre år at få sagen for retten, hvor Assange blev sigtet for 31 tilfælde af hacking og relaterede forbrydelser. Nortel sagde, hans indtrængen havde kostet dem mere end $100.000 dollars. Han erkendte sig skyldig i 25 anklager om hacking; seks anklager blev frafaldet. Han blev løsladt på betingelse af god opførsel og blev idømt en bøde på $2.100 dollars. "Der er ingen beviser for, at det var noget andet end en slags intelligent nysgerrighed og glæden ved at kunne – hvad er udtrykket? – surfe gennem disse forskellige computere", sagde dommeren og udtalte også, at Assange ville være kommet i fængsel i op til 10 år, hvis han ikke havde haft en sådan forstyrret barndom.
I 2011 afslørede domstolsdokumenter, at Assange hjalp Victoria Politis Child Exploitation Unit i 1993 ved at yde teknisk rådgivning og hjælp til at retsforfølge personer.
I 1993 blev Assange involveret i en af de første offentlige internetudbydere i Australien, Suburbia Public Access Network. Fra 1994 boede han i Melbourne, hvor han arbejdede som programmør og udvikler af fri software. I 1995 skrev han programmet Strobe, den første gratis og open source portscanner. I 1997 var han med til at skrive bogen Underground: Tales of Hacking, Madness and Obsession on the Electronic Frontier. I 1999 registrerede han domænet leaks.org, men har selv påstået at han intet havde at gøre med at lække hemmelige dokumenter dengang.

## Wikileaks
Assange studerede matematik og fysik på University of Melbourne mellem 2003 og 2006 , og kort tid studerede han filosofi og neurovidenskab, men gjorde ikke noget færdigt. Den kendsgerning, at hans medstuderende var i gang med forskning for Pentagons DARPA, var efter sigende en faktor i at motivere ham til at droppe ud og starte WikiLeaks, som blev lanceret i december 2006. Assanges rolle i Wikileaks er chef og talsmand for organisationen, hans arbejde er frivilligt og ifølge Wikileaks og ham selv ulønnet.
Assange er flere gange blevet tildelt priser for sit arbejde, blandt andet Amnesty International Media Award i 2009 for at udgive materiale om politiske mord i Kenya, og han blev nomineret til Time magazine's Person of the Year 2010 og fik i 2010 tildelt prisen som Person of the Year af den franske avis Le Monde. Assange fik i maj 2011 tildelt den australske fredspris fra Sydney Peace Foundation og i juni 2011 Martha Gellhorn Pris for Journalisme.
Siden juni 2010 har Assange været eftersøgt af amerikanske myndigheder. De anser ham for at være en trussel imod USA's sikkerhed, da 90.000 hemmelige NATO-dokumenter, som angår USA's krigsførelse i Afghanistan, blev publiceret på Wikileaks hjemmeside. Også en video som er filmet fra en amerikansk helikopter i Irak, hvor nogle mener, man ser civile blive dræbt. Talsmanden for de amerikanske myndigheder har anmodet andre lande om at undersøge, i hvilken grad lækagerne strider mod deres lovgivning for sikkerhed og hemmelighedsstempling.
I januar 2011 kom det frem, at produktionsselskabet Josephson Entertainment og Michelle Krumm Productions havde købt rettighederne til at lave en film om Julian Assanges liv ud fra biografien "Den farligste mand i verden" skrevet af Andrew Forwler.

## Voldtægtsanklage i Sverige
Assange blev den 7. december 2010 anholdt i den engelske hovedstad London, da han meldte sig selv efter at have været eftersøgt via Interpol for voldtægt, som han ifølge anklagen skulle have begået i Sverige i august 2010. Assange blev efter flere mislykkede forsøg på at forhindre udlevering fra England til Sverige, dømt i februar 2011 til at blive udleveret. Han har kæmpet imod udleveringen, fordi han frygter at blive udleveret til USA, hvor han mener, at han kan risikere dødsstraf for spionage.
Den 12. juli 2011 var Assange for retten ved High Court i London, hvor han ankede sin dom og skal have den prøvet. Assange har næsten siden anholdelsen i december 2010 haft fodlænke og opholdt sig på en herregård i det østlige England. High Court udskød først sin beslutning, men i november 2011 erklærede retten, at Assange kunne udleveres til Sverige. Den dom ankede han kort efter.
Den 19. juni 2012 kom det frem, at Assange havde søgt diplomatisk asyl i Ecuador og opholdte sig på landets ambassade i London for at undgå udleveringen til Sverige. Den 16. august fik han diplomatisk asyl i Ecuador. Ecuadors udenrigsminister Ricardo Patino begrundede det på en pressekonference samme dag: "Vi mener, at Julian Assanges frygt er berettiget. Han risikerer at blive retsforfulgt politisk". Assange fortsatte dog sit ophold på ambassaden, fordi Storbritanniens udenrigsminister på et pressemøde kort efter meddelte, at engelsk politi ville anholde Assange, så snart han kom ud fra ambassaden for at udlevere ham til Sverige. Assange holdt den 19. august samme år en tale fra en balkon på ambassaden. Han appellerede til den amerikanske præsident Barack Obama om at "gøre det rigtige" og få indstillet efterforskningen af Wikileaks. I sin tale takkede han også Ecuador for sit politiske asyl.
Den 13. marts 2015 meddelte de svenske anklagere i voldtægtssagen, at de var villige til at afhøre Assange i Storbritannien. Assange advokater beskrev dette som "en stor sejr" for Assange.

## Chelsea Manning
Julian Assange har i flere omgange opfordret USA til at benåde Chelsea Manning og tilbudt at overgive sig til de amerikanske myndigheder, hvis det skete. I januar 2017 eftergav Barack Obama Chealsea Manning resten af hendes straf. Assange trak derefter sit tilbud om at overgive sig tilbage.

## Anholdelse
Julian Assange blev anholdt af britisk politi og er flyttet fra Ecuadors ambassade 11. april 2019.